# Нейсмит, Джеймс
Дже́ймс Не́йсмит (англ. James Naismith; 6 ноября 1861 — 28 ноября 1939) — канадско-американский преподаватель, тренер, новатор,  наиболее известный как создатель баскетбола.
Нейсмит работал преподавателем физического воспитания Спрингфилдской международной тренировочной школы в Соединённых Штатах Америки. В поисках увеличения физических нагрузок студентов в зимнее время он придумал новую игру с мячом в зале. После переезда в США он написал книгу правил игры в баскетбол и основал баскетбольную программу Канзасского университета.

## Образование
Нейсмит родился в 1861 году в посёлке Рэмси (англ. Ramsay Township, позднее вошедшем в состав г. Олмонт (Онтарио), ныне Миссисипи-Миллс). В 1883 году окончил среднюю школу города Олмонт (англ. Almonte High School).
В тот же год поступил в Университет Макгилла в Монреале. Во время обучения Нейсмит был членом студенческого братства Sigma Phi Epsilon. Нейсмит выступал за университетские команды по канадскому футболу, европейскому футболу и по гимнастике. В канадском футболе он играл на позиции центрового и первым предложил применять защитный шлем в играх. Он также выиграл несколько медалей Wicksteed за выдающиеся успехи в гимнастике. Нейсмит получил степень бакалавра по физическому воспитанию в 1888 году и диплом Presbyterian College в Монреале. С 1891 года Нейсмит преподавал физическое воспитание и стал первым в Университете Макгилла директором по физическому воспитанию, однако позже покинул университет и стал преподавателем в Международном тренировочном центре YMCA в городе Спрингфилд, Массачусетс.

## Изобретение баскетбола

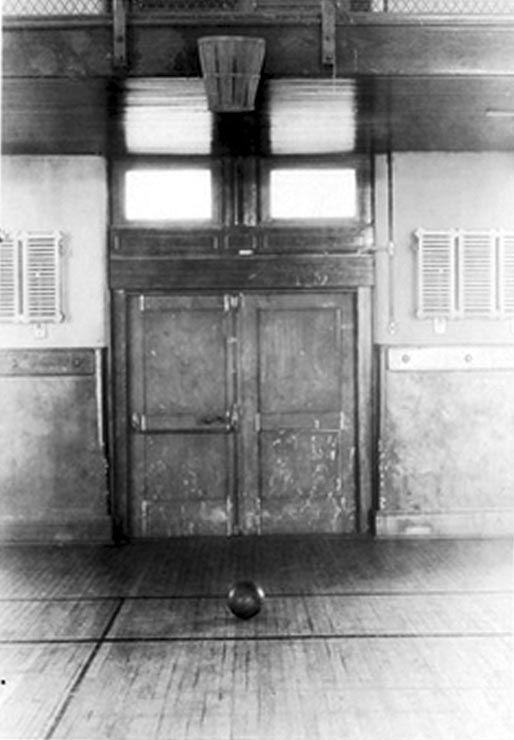
Первый баскетбольный зал, колледж молодежи YMCA Спрингфилд, Массачусетс. Корзина для персиков прикреплена к балкону

В числе непосредственных предшественниц баскетбола нередко называют распространенную в XIX веке в некоторых странах детскую игру «утка на скале», с которой был хорошо знаком Джеймс Нейсмит: подбрасывая небольшой камень, играющий должен был поразить им вершину другого, более крупного по размеру, камня. По утверждению биографов Нейсмита, именно в момент игры в «утку на скале» в голове юного Джеймса зародилась в общих чертах «концепция баскетбола». Игра окончательно созрела, когда доктор Нейсмит стал преподавать анатомию и физкультуру в Международном тренировочном колледже молодежи YMCA в городке Спрингфилд (штат Массачусетс). Нейсмит заметил, что студентам зимние занятия гимнастикой в зале кажутся слишком однообразными, и решил занять их какой-нибудь новой подвижной игрой на ловкость и координацию, которую можно было бы проводить в закрытом помещении — причем относительно небольшом по своим размерам. В разных концах спортивного зала к балкону, опоясывавшему его по периметру, прикрепили две корзины (по-английски «basket», отсюда и название новой игры) из-под фруктов (высота от пола до края балкона оказалась равной 3 м 5 см, отсюда стандарт, который выдерживается по сей день на всех баскетбольных площадках мира). Студентам надо было попасть мячом в корзину. Так родился баскетбол.
Первый официально зарегистрированный баскетбольный матч состоялся в декабре 1891 года. Проходил он не совсем привычно для нас. Так, в командах Нейсмита было по 9 человек (доктор просто разделил группу своих студентов поровну), а играли они футбольным мячом.
Весть о новой спортивной игре облетела всю Америку, и вскоре в колледж, где преподавал Нейсмит, стало приходить множество писем, авторы которых просили прислать им правила игры.
15 января 1892 года Джеймс Нейсмит впервые опубликовал правила баскетбола в газете «Треугольник», издававшейся в колледже «Спрингфилда». В 1892 была опубликована первая Книга правил игры в баскетбол, содержавшая 13 пунктов, многие из которых действуют по сей день. Хотя кое в чем «правила Нейсмита» отличаются от современных.

## Личная жизнь
Нейсмит женился в 1894 году на Мод Шерман. У них было пятеро детей. Нейсмит получил высшее медицинское образование.

## Правила баскетбола (разработанные Джеймсом Нейсмитом)[12]

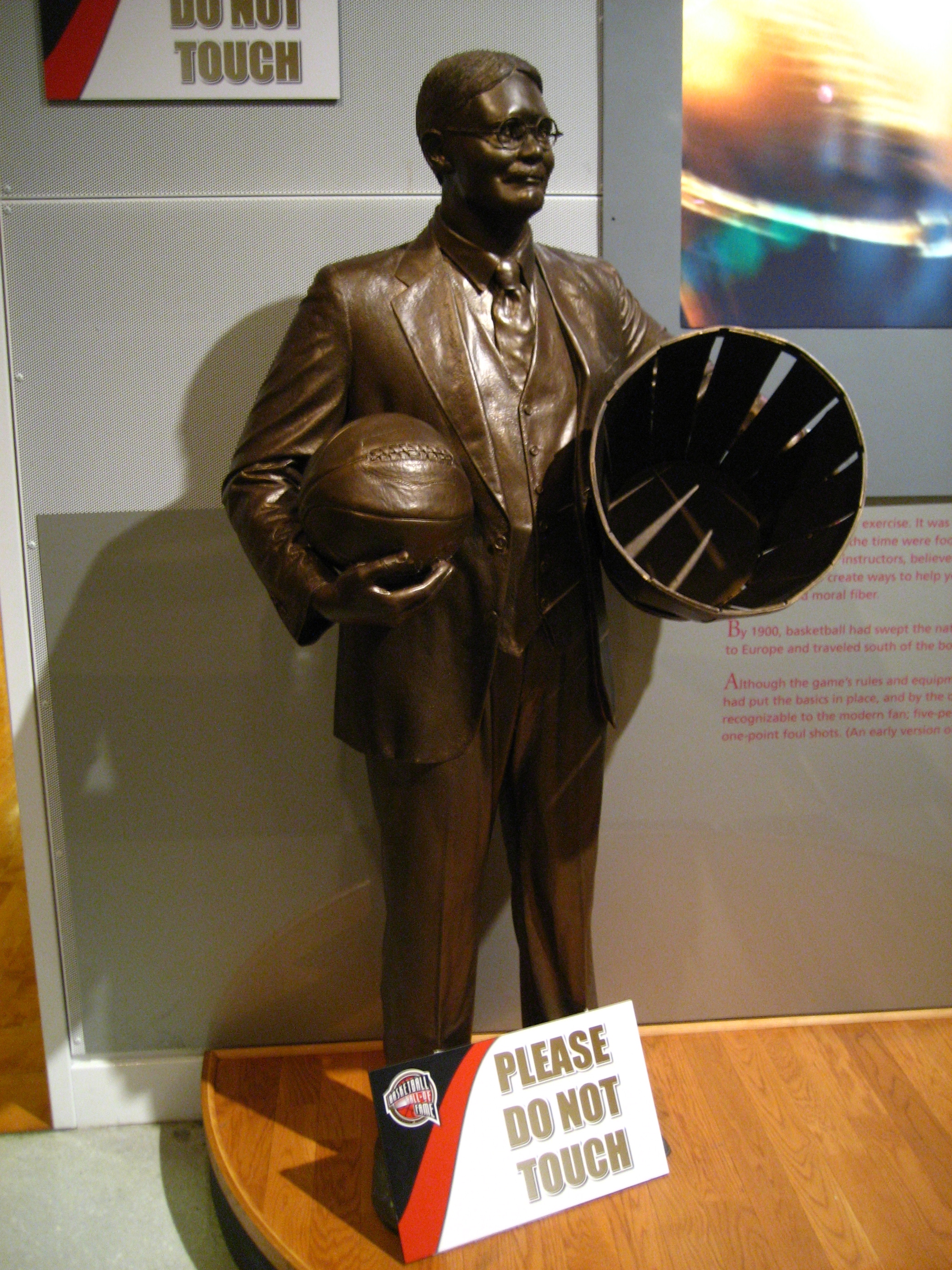
Фигурка Джеймса Нейсмита

1. Мяч может быть брошен в любом направлении одной или двумя руками.
2. По мячу можно бить одной или двумя руками в любом направлении, но ни в коем случае кулаком.
3. Игрок не может бегать с мячом. Игрок должен бросить мяч из той точки, в которой он его поймал, исключение делается для игрока, бегущего на большой скорости.
4. Мяч нужно держать кистями. Нельзя использовать для удержания мяча предплечья и тело.
5. В любом случае не допускаются удары, захваты, удержание и толкание противника. Первое нарушение этого правила любым игроком должно фиксироваться как фол; второй фол дисквалифицирует его, пока не будет забит следующий мяч, и если имелось очевидное намерение травмировать игрока — то дисквалификация на всю игру. При этом не позволяется заменять дисквалифицированного игрока.
6. Удар по мячу кулаком — нарушение пунктов правил 2 и 4, наказание описано в пункте 5.
7. Если любая из сторон совершает три фола подряд, то фиксируется гол для её противника (это значит, что за это время противник не должен совершить ни одного фола).
8. Гол засчитывается, если брошенный или отскочивший от пола мяч попадает в корзину и остаётся там. Защищающимся игрокам не позволяется касаться мяча или корзины в момент броска. Если мяч касается края и противники перемещают корзину, то засчитывается гол.
9. Если мяч уходит за пределы площадки, то он должен быть вброшен на поле первым коснувшимся его игроком. В случае спора вбросить мяч в поле должен судья. Вбрасывающему игроку позволяется удерживать мяч пять секунд. Если он удерживает его дольше, то мяч отдаётся противнику. Если любая из сторон пытается затягивать время, судья должен дать им фол.
10. Судья должен следить за действиями игроков и за фолами, а также уведомлять рефери о трёх совершённых подряд фолах. Он наделяется властью дисквалифицировать игроков согласно правилу 5.
11. Рефери должен следить за мячом и определять, когда мяч находится в игре (в пределах площадки) и когда уходит в аут (за пределы площадки), какая из сторон должна владеть мячом, а также выполнять любые другие действия, которые обычно выполняют рефери.
12. Игра состоит из двух половин по 15 минут каждая с перерывом в 5 минут между ними.
13. Сторона, забросившая больше мячей за этот период времени, является победителем.

## Память
- Зал славы баскетбола, в который попадают игроки, команды, тренеры и функционеры, совершившие вклад в развитие баскетбола, носит имя Джеймса Нейсмита[12].
- В год основания Зала славы баскетбола Нейсмит был включён в него за создание игры в баскетбол и введение первых 13 правил[13].